# Charlotte Thum-Rung
Charlotte Thum-Rung (geboren 23. Juni 1955) ist eine deutsche Physikerin und Juristin. Sie war ab 2006 Richterin am Bundespatentgericht in München.

## Beruflicher Werdegang
Charlotte Thum-Rung schloss ihr Studium der Physik mit den Prüfungen zur Diplomphysikerin ab und promovierte. Vor ihrer Ernennung zur Richterin kraft Auftrags am Bundespatentgericht 2005 war sie Regierungsdirektorin.
Am 20. Juli 2006 wurde sie zur Richterin am Bundespatentgericht ernannt. Am Bundespatentgericht sind mehrheitlich naturwissenschaftlich ausgebildete Richter tätig. Charlotte Thum-Rung war technisches Mitglied in einem Technischen Beschwerdesenat.
Im Geschäftsverteilungsplan 2022 des Bundespatentgerichts war sie nicht mehr verzeichnet.

## Veröffentlichungen
- Charlotte Thum-Rung, Gunter Doemens, Peter Mengel: Method for testing optically flat electronic component assemblies. 1990